# Poyntonophrynus damaranus
Poyntonophrynus damaranus är en groddjursart som först beskrevs av Mertens 1954.  Poyntonophrynus damaranus ingår i släktet Poyntonophrynus och familjen paddor. IUCN kategoriserar arten globalt som otillräckligt studerad. Inga underarter finns listade i Catalogue of Life.